# Provinz Albacete
Die Provinz Albacete [alβaˈθete] ist eine spanische Provinz in der Autonomen Region Castilla-La Mancha. Sie liegt im Südosten der zentralen Hochebene. Hauptstadt ist das gleichnamige Albacete.
In der Provinz Albacete leben 388.599 Einwohnern (Stand: 2024) auf 14.917,53 Quadratkilometern. Es handelt sich damit um die – gemessen an der Einwohnerzahl – 35.-größte Provinz Spaniens. Die Provinz Albacete grenzt im Norden an die Provinz Cuenca, im Osten an die Provinzen Valencia und Alicante, im Süden an die Provinzen Murcia und Granada und im Westen an die Provinzen Jaén und Ciudad Real.

## Verwaltungsgliederung

### Comarcas

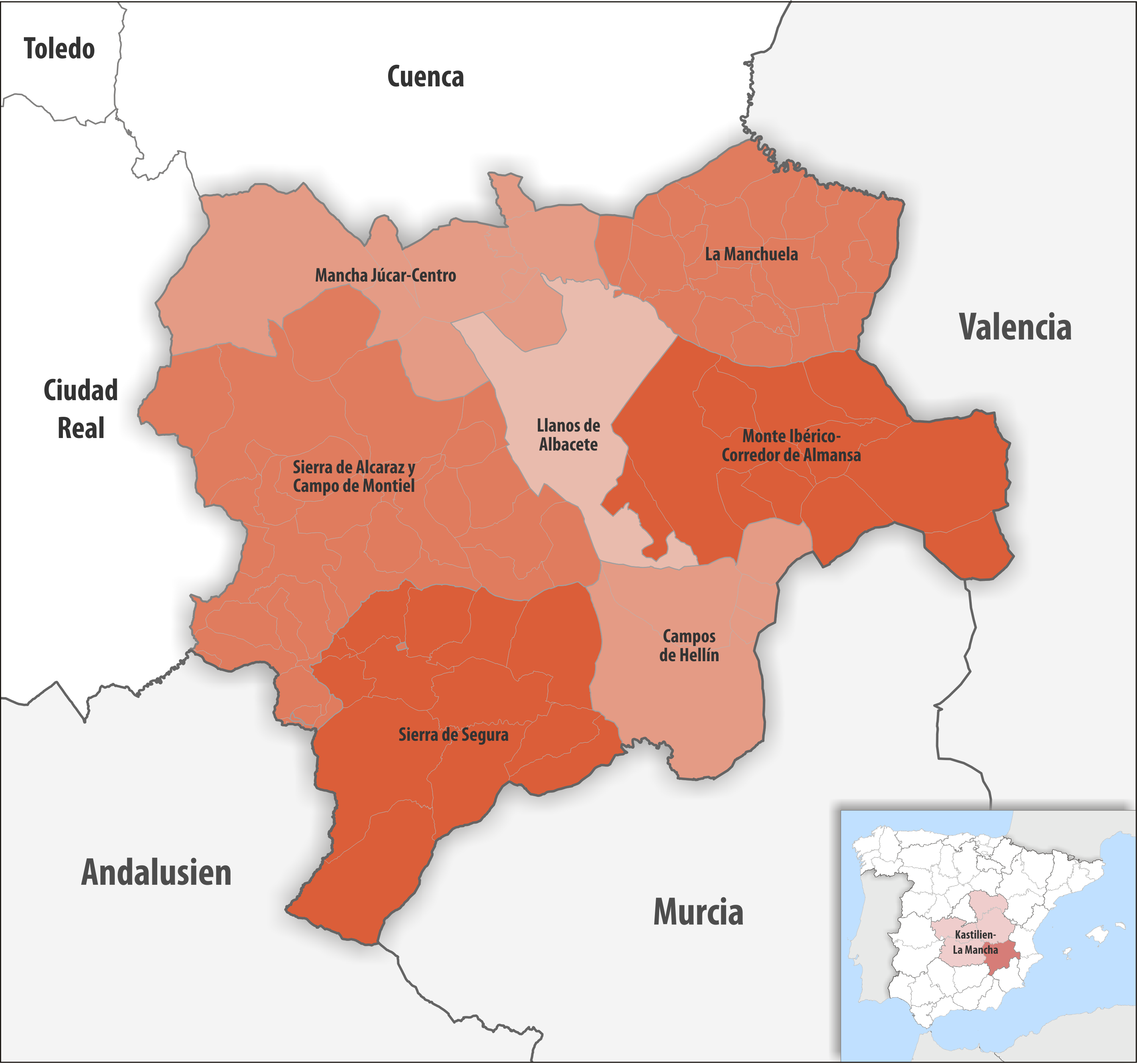
Comarcas in der Provinz Albacete

| Comarca                              | Gemeinden | Einwohner (2024) | Fläche km² | Dichte Einw./km² | Hauptort           |
| ------------------------------------ | --------- | ---------------- | ---------- | ---------------- | ------------------ |
| Llanos de Albacete                   | 1         | 174.137          | 1.125,91   | 155              | Albacete           |
| Campos de Hellín                     | 5         | 43.729           | 1.324,44   | 33               | Hellín             |
| Mancha Júcar-Centro                  | 9         | 54.371           | 1.965,64   | 28               | Villarrobledo      |
| La Manchuela                         | 24        | 27.796           | 1.718,38   | 16               | Madrigueras        |
| Monte Ibérico-Corredor de Almansa    | 11        | 49.818           | 2.441,42   | 20               | Almansa            |
| Sierra de Alcaraz y Campo de Montiel | 25        | 23.408           | 3.665,70   | 6                | Munera             |
| Sierra de Segura                     | 12        | 15.340           | 2.676,04   | 6                | Elche de la Sierra |
| Provinz Albacete                     | 87        | 388.599          | 14.917,53  | 26               | Albacete           |

### Gerichtsbezirke

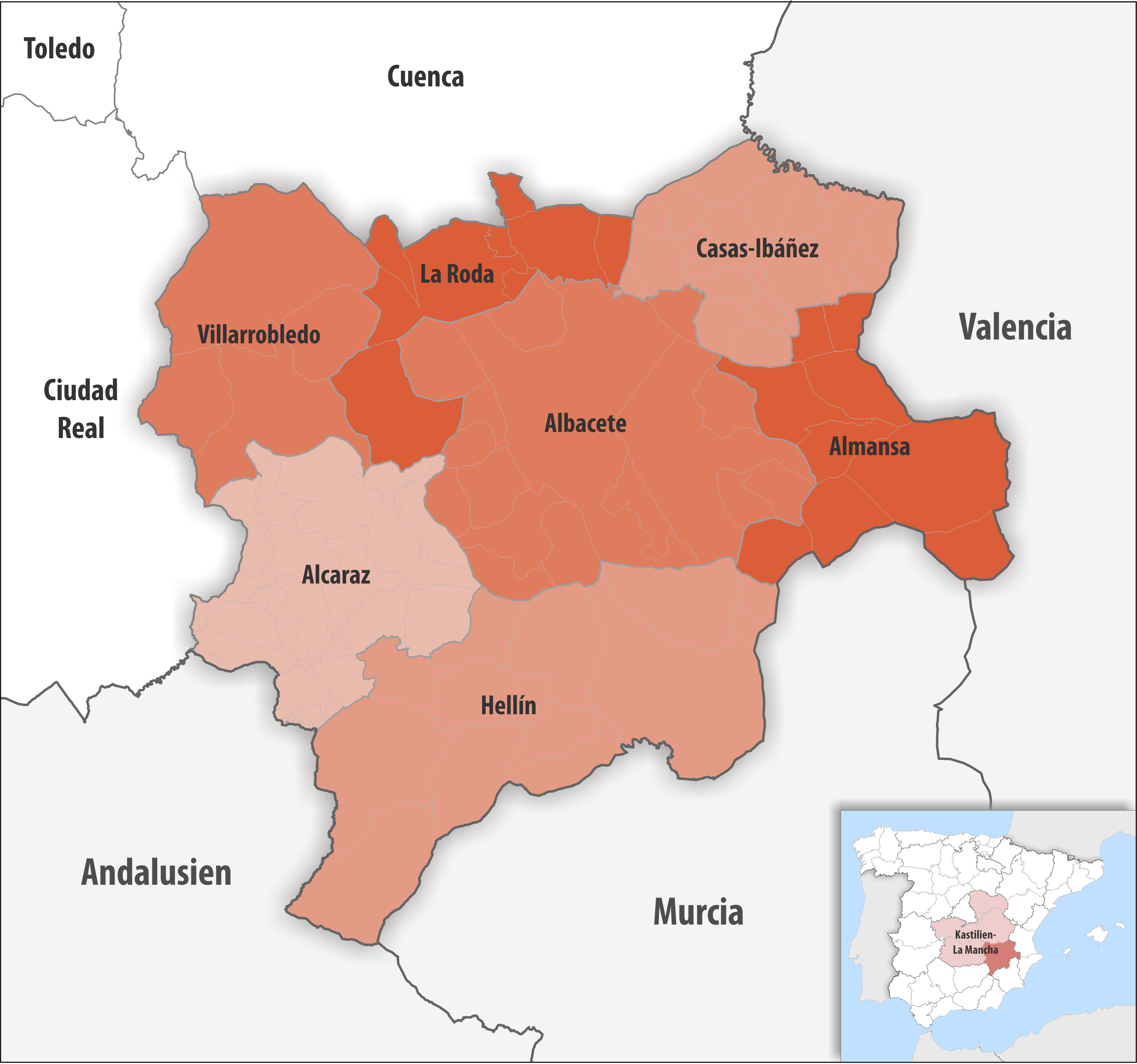
Gerichtsbezirke in der Provinz Albacete

| Gerichtsbezirk   | Gemeinden | Einwohner (2024) | Fläche km² | Dichte Einw./km² | Hauptquartier |
| ---------------- | --------- | ---------------- | ---------- | ---------------- | ------------- |
| Albacete         | 16        | 197.469          | 3.344,73   | 59               | Albacete      |
| Alcaraz          | 17        | 8.314            | 1.948,15   | 4                | Alcaraz       |
| Almansa          | 9         | 44.341           | 1.632,90   | 27               | Almansa       |
| Casas-Ibáñez     | 20        | 20.193           | 1.435,09   | 14               | Casas-Ibáñez  |
| Hellín           | 13        | 54.212           | 3.507,82   | 15               | Hellín        |
| La Roda          | 8         | 30.573           | 1.210,83   | 25               | La Roda       |
| Villarrobledo    | 4         | 33.497           | 1.838,01   | 18               | Villarrobledo |
| Provinz Albacete | 87        | 388.599          | 14.917,53  | 26               | Albacete      |

## Größte Orte
(Stand: 2024)
| Gemeinde      | Einwohner |
| ------------- | --------- |
| Albacete      | 174.137   |
| Hellín        | 30.812    |
| Villarrobledo | 25.262    |
| Almansa       | 24.281    |
| La Roda       | 15.610    |
| Caudete       | 10.249    |

Kleinste Gemeinde ist Villa de Ves mit 55 Einwohnern.

## Klima
In der Provinz Albacete herrscht ein kontinentales Klima mit ausgeprägten Extremen: es gibt sehr kalte Winter und sehr heiße Sommer. Das Klima ist trocken, außer im bergigen Süden.